# خوسيه كاستانيدا
خوسيه كاستانيدا (بالإسبانية: José Castañeda) هو دراج مكسيكي، ولد في 29 مارس 1952.

## وصلات خارجية
- خوسيه كاستانيدا على موقع أرشيف الدراجات (الإنجليزية)
- خوسيه كاستانيدا على موقع إحصائيات الدراجات الإحترافية (الإنجليزية)
- خوسيه كاستانيدا على موقع أوليمبيديا (الإنجليزية)